# Lev Osipovič Al'burt
Lev Osipovič Al'burt (in russo Лев Осипович Альбурт?; Orenburg, 21 agosto 1945) è uno scacchista sovietico naturalizzato statunitense, Grande maestro.

## Biografia
In gioventù visse a lungo in Ucraina e vinse il campionato di tale paese nel 1972, 1974 e 1976.
Ottenne il titolo di grande maestro nel 1977 a 32 anni.
Nel 1977 arrivò 2º al campionato open della Cecoslovacchia di Děčín e nel 1978 vinse il torneo di Bucarest.
Nel 1979 si trovava a Bonn per un torneo e si rifugiò nel consolato israeliano di tale città, chiedendo tramite esso asilo politico agli Stati Uniti. Questo gli venne concesso e già nel 1980 partecipò con la squadra americana, in 1ª scacchiera, alle olimpiadi di Malta 1980. Partecipò poi anche alle olimpiadi del 1982 e del 1984, ottenendo in entrambe una medaglia di bronzo di squadra.
Vinse tre volte (nel 1984, 1985 e 1990) il campionato statunitense di scacchi.
Dal 1985 al 1988 fece parte del consiglio direttivo della federazione americana (United States Chess Federation), ma si dimise lamentando una mancanza di iniziative per propagandare gli scacchi negli Stati Uniti.
Nel 2004 la FIDE gli attribuì il titolo di "Senior Trainer".